# Christian Bove
Christian Bove, né le 11 mars 1945 à Provemont (Eure) et mort le 13 juillet 1986 à Monterblanc (Morbihan), était un aviateur français. Pilote militaire dans l’armée de l'air française, puis réserviste, il a trouvé la mort lors de la présentation en vol d’un avion historique.